# Nachtmystium
Nachtmystium – amerykańska grupa muzyczna wykonująca black metal. Powstała w 2000 roku w DeKalb w stanie Illinois z inicjatywy instrumentalisty i wokalisty Blake'a Judda. Nazwa formacji to połączone słowa Nacht (niem. noc) oraz mystium, które nawiązuje do łacińskiego mysticum. 
W 2013 roku zespół został rozwiązany.

## Historia
Powstała w 2000 roku w DeKalb w stanie Illinois z inicjatywy instrumentalisty i wokalisty Blake'a Judda. W początkowym okresie działalności grupa wykonywała prymitywny black metal inspirowany dokonaniami norweskich formacji. Tego samego roku ukazało się pierwsze demo zespołu pt. Holocaust of Eternity w limitowanym do 200 egzemplarzy nakładzie. W 2001 roku aukazało się drugie demo pt. Unholy Terrorist Cult. 9 listopada 2002 roku ukazał się debiutancki album grupy pt. Reign of the Malicious. W 2003 roku ukazał się pierwszy minialbum Nachtmystium pt. Nachtmystium. W lutym 2004 roku został wydany drugi album formacji zatytułowany Demise. Tego samego roku ukazał się drugi mnialbum grupy pt. Eulogy IV.  W 2005 roku grupa wydała pierwszą płytę DVD pt. Visual Propaganda: Live from the Pits of Damnation. Wydawnictwo ukazało się nakładem Pagan Flame Productions w limitowanym do 1000 egzemplarzy nakładzie. W 2006 roku została wydana trzecia płyta  zespołu pt. Instinct: Decay. Płyta przyniosła grupie zainteresowanie mediów. Publikacje na temat Nachtmysticum ukazały się m.in. w magazynach Metal Maniacs, Unrestrained oraz Decibel Magazine w którego plebiscycie na płytę roku album Instinct: Decay zajął 4. miejsce. Ponadto płyta została nominowana do Plug Independent Music Awards w kategorii "Metal Album of the Year".
W 2007 roku grupa zaanonsowała udział perkusisty Tony'ego Laureano w trasie koncertowej Nachtmystium wraz ze Skeletonwitch. Laureano zobowiązany występami w Dimmu Borgir ostatecznie nie wziął udziału w trasie. 
Początkowo zastąpił go Duane Timlin, którego zastąpił następnie z niewyjaśnionych przyczyn Jean Graffio. 
W maju tego samego roku grupa podpisała kontrakt z wytwórnią muzyczną Century Media Records. W maju 2008 roku ukazał się trzeci minialbum Nachtmystium zatytułowany Worldfall.
Natomiast 10 czerwca został wydany czwarty album studyjny zespołu pt. Assassins: Black Meddle Pt. I.
Partie perkusji na płycie zarejestrował znany z występów w grypach Angelcorpse, Nile i Dimmu Borgir - Tony Laureano. W ramach promocji grupa odbyła europejską trasę koncertową z Genghis Tron oraz Zoroaster.
W lipcu 2008 roku muzycy wystąpili w Stanach Zjednoczonych wraz z grupami Boris i Torche.
Z kolei we wrześniu z niewyjaśnionych przyczyn grupa ponownie odwołała amerykańską trasę koncertową wraz z Opeth i High on Fire.
W marcu 2009 roku w wyniku złamania nogi lider formacji Blake Judd odwołał zaplanowane na kwiecień tego samego roku występy w Stanach Zjednoczonych i Kanadzie.  Grupa Nachtmystium miała towarzyszyć szwedzkiej formacji The Haunted jako co-headliner. 5 maja tego samego roku nakładem Battle Kommand Records został wydany czwarty album formacji pt. Doomsday Derelicts.
Natomiast w czerwcu zespół odbył amerykańską trasę koncertową z grupą Pentagram.
W styczniu 2010 roku zespół rozpoczął nagrania kolejnego albumu studyjnego. W międzyczasie w kwietniu zespół wystąpił na festiwalu Inferno w Norwegii. Ponadto wystąpił jako jedna z gwiazd podczas konkursu Neuro Music, który odbył się we wrocławskim klubie Firlej. 8 czerwca tego samego roku ukazał się piąty album zespołu zatytułowany Addicts: Black Meddle Pt. II. Nagrania zostały zrealizowane w Volume Studios w Chicago we współpracy z producentem muzycznym Sanfordem Parkerem. Oprawę graficzna wydawnictwa przygotowali Jimmy Hubbard oraz Seldon Hunt. Gościnnie w nagraniach wzięli udział wokalista Bruce Lamont znany z grupy Yakuza oraz Russ Strahan z formacji Pentagram, który zagrał partie solowe na gitarze elektrycznej. W ramach promocji do utworu "Every Last Drop" został zrealizowany teledysk który wyreżyserowali Seldon Hunt i Jimmy Hubbard.

## Muzycy
| Ostatni skład zespołu - Blake "Azentrius" Judd - wokal prowadzący, gitara, gitara basowa (2000-2013) Muzycy koncertowi - Zack Simmons - perkusja (2008-2009) - Bob Fouts - perkusja (2009) - Jeff "Wrest" Whitehead - perkusja (2010) - Jon "Necromancer" Woodring - gitara basowa, wokal wspierający (2008-2009) - Charlie Fell - perkusja (2009-2011) - Timothy Scarecrow Preciado - gitara (2013) | Byli członkowie zespołu - John Porada - gitara basowa (2012-2013) - Sam Shroyer - perkusja (2012-2013) - Zmij - wokal prowadzący (2000-2001) - Kriglord - wokal prowadzący, gitara, keyboard (2001-2002) - Mike Le Gros - gitara - Jeff Wilson - gitara (2006-2010) - Sinic - gitara (2006) - Zion "Z. Meger" Meagher - gitara basowa (2000-2001) - Marcus Kolar - gitara basowa (2001-2002) - Chris Black - gitara basowa, keyboard - Gazulmaug - gitara basowa (2004) - Neil "Imperial" Jameson - gitara basowa (2005) - Will Lindsay - gitara basowa (2010) - Pat "Noctis" McCormick - perkusja (2000-2002) - David "Grave" Swanson - perkusja (2002) - Matt "Xaphar" Block - perkusja (2002-2003) - Wargoat Obscurum - perkusja (2003-2006) - Duane Timlin - perkusja (2007) - Jean Graffio - perkusja (2007) - Tony Laureano - perkusja (2008-2009) - Markus Launsburry - gitara basowa (2006), gitara (2006), perkusja (2009) - Andrew "Aamonael" Markuszewski - gitara (2002-2003, 2011-2013), gitara basowa (2009-2011) - Reid Raley - gitara basowa (2011-2012) - Pat Clancy - gitara, gitara basowa (2010) - Sanford Parker - keyboard (2008-2013) |

## Dyskografia
| - Reign of the Malicious (2002) - Demise (2004) - Instinct: Decay (2006) - Assassins: Black Meddle Pt. I (2008) - Addicts: Black Meddle Pt. II (2010) - Silencing Machine (2012) - The World We Left Behind (2014) - Live Onslaught (2002) - Live Blitzkrieg (2003) - Live Onslaught#2 (2005) - The First Attacks 2000-2001 (2004) - Reign of the Malicious + Nachtmystium (2004) | - Nachtmystium (2003) - Eulogy IV (2004) - Worldfall (2008) - Doomsday Derelicts (2009) - Holocaust of Eternity (2000) - Unholy Terrorist Cult (2001) - Nachtmystium / Zalnik (2001, split z Zalnik) - Nachtmystium / Xasthur (2004, split z Xasthur) - Daze West (2005, split z Krieg) - Visual Propaganda: Live from the Pits of Damnation (2005) |

## Nagrody i wyróżnienia
| Rok  | Kategoria                                                | Nagroda                 | Uwagi     |
| ---- | -------------------------------------------------------- | ----------------------- | --------- |
| 2011 | The Best Black Metal Album (Addicts: Black Meddle Pt. 2) | Metal Storm Awards 2010 | 9 miejsce |